# 多布罗瓦-波尔霍夫格拉代茨市镇

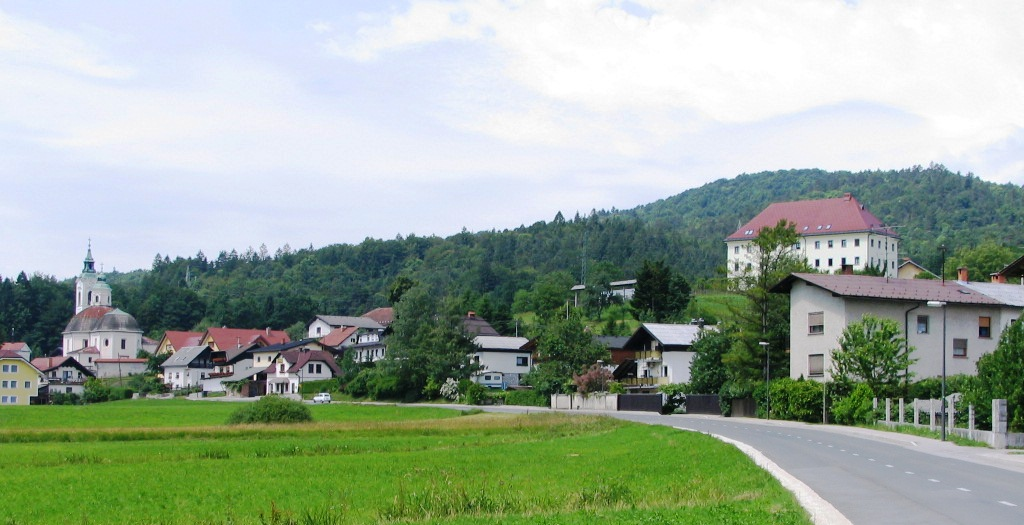
多布罗瓦

多布罗瓦-波尔霍夫格拉代茨市镇，是斯洛維尼亞的一個市镇，行政中心为多布羅瓦。市镇面積為117.5平方公里，2002年人口数量为6,691人。
市镇名來自境內最大的兩個聚落，即多布罗瓦與波尔霍夫格拉代茨。